# Juan de Dios Dinator
Juan de Dios Dinator (La Serena, ? - La Serena, 1889) militar, capitán del Regimiento Coquimbo y el escuadrón de Carabineros de Maipú en la Guerra del Pacífico.

## Trayectoria militar
Juan de Dios Dinator se incorporó el 6 de junio de 1879 a las filas del batallón Coquimbo n.º 1 cuando Bolivia transgredió los tratados de límites de 1874, con este batallón hizo la campaña de Tarapacá, luchando en las batallas de Pisagua y Dolores. Posteriormente estuvo en la gran batalla de Tacna el 26 de mayo de 1880. Ese mismo año fue ascendido al grado de subteniente, grado con el cual hizo la campaña de Lima en enero de 1881 en el ahora Regimiento Coquimbo.
Fue reincorporado al ejército de ocupación con el mismo grado en el Batallón Coquimbo N°3, con el cual combatió los restos del ejército peruano en la segunda expedición del Coronel Estanislao del Canto, encontrando la victoria en los combates de Balconcillos, Jaulí y segundo combate de Tarma Tambo (marzo de 1883).
Vencido el enemigo en la batalla de Huamachuco y las posteriores expediciones a Arequipa y Puno, retornó al país, siendo desmovilizado el 17 de julio de 1884.
De su actuación en la batalla de Chorrillos sus camaradas de armas, ya veteranos, relataban en 1927:

“..Se portó como un bravo en la guerra del pacifico: peleó en Pisagua, Dolores, Tacna y Chorrillos, donde recibió una gran herida en el pecho al asaltar un punto denominado "Salto del Fraile", a continuación del "Morro Solar". Yo (el general D. Guillermo Arroyo) tuve ocasión de atenderlo en aquel trance doloroso, era el oficial mas grave de los heridos en Chorrillos. Milagrosamente lo pude salvar y se le trasladó a La Serena donde encontró su restablecimiento y vivió algunos años. Yo presencié su agonía y recibí sus últimos encargos de moribundo Tenia siempre el grado de capitán que se había conquistado por su valor en las batallas....

## Familia
Se casó con Carlota Espínola, uno de sus hijos fue Carlos Dinator Espínola.